# Sibirjačka
Sibirjačka (Сибирячка) è un film del 1972 diretto da Aleksej Aleksandrovič Saltykov.

## Trama
La giovane ingegnere Marija Odincova è il capo, segretario del comitato regionale di un piccolo distretto, che comincia ad acquisire un'importante importanza economica: qui si è deciso di costruire una grande centrale idroelettrica. Il conflitto tra l'eroina e il direttore dei lavori nasce a causa di un diverso atteggiamento nei confronti delle possibilità di utilizzo e conservazione delle risorse naturali.